# Reguły Fajansa
W chemii nieorganicznej, reguły Fajansa, sformułowane przez Kazimierza Fajansa w 1923 r. są stosowane do przewidywania czy wiązanie chemiczne będzie miało charakter kowalencyjny czy jonowy, w zależności od ładunku elektrycznego potencjalnie mającego powstać kationu i względnych wymiarów kationu i ewentualnego anionu. Reguły te mogą być podsumowane jak w następującej tabeli:
| Jonowe               | Kowalencyjne         |
| -------------------- | -------------------- |
| mały ładunek dodatni | duży ładunek dodatni |
| duży kation          | mały kation          |
| mały anion           | duży anion           |

Dlatego chlorek sodu – zawierający względnie duży kation (ok. 1 Å) o małym dodatnim ładunku (+1) i relatywnie mały anion (2 Å) – jest jonowy, a jodek glinu (AlI
3) – z kationem o dużym dodatnim ładunku (+3) i względnie dużym anionem – jest kowalencyjny.
Polaryzacja wiązań może być zwiększona poprzez:
- duży ładunek i mały wymiar kationu
- duży ładunek i duży wymiar anionu
- niekompletnie wypełnioną walencyjną powłokę elektronową